# Adrià Alonso
Adrià Alonso Fernández (Martorell, Barcelona, 24 de julio de 1983) es un entrenador español de baloncesto que dejó de dirigir para la próxima temporada alCáceres Patrimonio de la Humanidad de Segunda FEB (anteriormente denominada Liga LEB Plata)

## Trayectoria
Alonso comenzó su carrera en los banquillos como técnico en las categorías inferiores del CB Cornellá y desde 2010 a 2013 sería entrenador ayudante del equipo de Liga EBA, además de ser en la temporada 2012-13, entrenador del júnior masculino.
En la temporada 2013-14, ingresa en el Joventut Badalona para hacerse cargo del cadete masculino y en la temporada siguiente se haría cargo del equipo júnior de la Penya.Con el Joventut de Badalona perdió la final del Campeonato de España júnior ante el Real Madrid Baloncesto de Luka Dončić y logró dos acensos a LEB Plata.
En la temporada 2015-16, se convierte en primer entrenador del Club Esportiu Sant Nicolau de Liga EBA.
En la temporada 2016-17, firma como entrenador del Club Bàsquet Martorell de Liga EBA, con el que logra el ascenso a Liga LEB Plata. En la temporada 2017-18, haría su debut en la Liga LEB Plata con el Club Bàsquet Martorell, pero no pudo evitar el descenso de categoría.
En la temporada 2019-20, firma por el Club Bàsquet Vic de Liga EBA, con el que iba líder de su grupo, cuando la pandemia obligó a terminar la competición, consumando un año después su ascenso a la Liga LEB Plata. 
El 19 de diciembre de 2020, firma como entrenador del CB Benicarló de la Liga LEB Plata,logrando la permanencia en la categoría. En las siguientes temporadas sería renovado al frente del CB Benicarló, quedando en segunda posición del Grupo Este al término de la temporada 2021-22y en tercera posición en 2022-23, siendo eliminado en ambos casos en la eliminatoria de cuartos de final. En la temporada 2023-24 dirige un año más al conjunto castellonense, terminando en sexta posición del Grupo Este y, de nuevo, resultando eliminado en la eliminatoria de cuartos de final.
El 24 de junio de 2024 firma con el Cáceres Patrimonio de la Humanidad, club de Segunda FEB (nueva denominación de la liga LEB Plata). Tras proclamarse campeón del grupo Oeste, su equipo disputó (y perdió) la final de ascenso a Primera FEB contra Palmer Mallorca. 

## Clubs
- 2010-2013. CB Cornellá. Liga EBA. Asistente y categorías inferiores.
- 2013-2015. Joventut Badalona. Categorías inferiores.
- 2015-2016.  Club Esportiu Sant Nicolau. Liga EBA.
- 2016-2018.  Club Bàsquet Martorell. Liga EBA / Liga LEB Plata.
- 2019-2020. Club Bàsquet Vic. Liga EBA
- 2020-2024. CB Benicarló. Liga LEB Plata.
- 2024-actualidad. Cáceres Patrimonio de la Humanidad. Liga LEB Plata.